# Emme White
Emme White, nome artístico de Emeline Rodrigues Valejos (Porto Alegre, 8 de janeiro de 1981), é uma camgirl, cantora, apresentadora e ex-atriz pornográfica brasileira.

## Carreira
Emme nasceu em uma família de classe média evangélica, com pai militar e sempre estudou em escola católica.
Chegou a cursar letras e educação física na Universidade Federal do Rio Grande do Sul (UFRGS), mas abandonou ambos os cursos. Também foi cantora de MPB em barzinhos de Porto Alegre.
Após se mudar de Porto Alegre para São Paulo, em 2009, e antes de entrar para a indústria pornográfica, trabalhou como professora de dança do ventre do Khan El Khalili.
Em 2015, entra para a indústria pornográfica.
Em 2017, foi a destaque do Prêmio Sexy Hot, o "Oscar Pornô", com 4 troféus nas categorias Sexo Oral, Gang Bang, Melhor Atriz Homo Feminina e Melhor Cena Homo Feminina. Das indicações, só perdeu a Revelação Hétero do Ano.
Em 2018, ficou grávida, aos 36 anos, de uma menina.
Em maio de 2021, começou a apresentar o podcast "Prosa Guiada", que é gravado no mesmo estúdio do Flow Podcast.

## Prêmios e indicações

### Prêmios

#### Prêmio Sexy Hot
- 2017 - Melhor Atriz Homo Feminina[11]
- 2017 - Melhor Cena de Sexo Oral
- 2017 - Melhor Cena de Orgia/Gang Bang
- 2017 - Melhor Cena Homo Feminina.[12]

### Indicações

#### Prêmio Sexy Hot
- 2017 - Revelação do Ano Hétero